# Kifaya

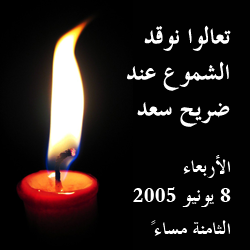
Pancarta de protesta del movimiento Kifaya.

Kifaya ([keˈfæːjæ]), que en lengua árabe significa "basta", es un movimiento político egipcio compuesto por una coalición de individuos opuestos al régimen de Hosni Mubarak y que abogan por profundas reformas democratizadoras. El movimiento fue creado en julio de 2004 por activistas de diversas procedencias, principalmente veteranos de movimientos estudiantiles y obreros de los años setenta. Sin embargo, Kifaya afirma no aspirar a la creación de un partido político y ver en su heterogeneidad más una fuerza que una debilidad.
Las líneas principales de sus movilizaciones han sido contra la reelección para un quinto mandato del presidente Mubarak y por el levantamiento del estado de emergencia vigente en Egipto desde el asesinato de Anwar Sadat en 1981, que consideran un grave impedimento para las libertades fundamentales de los egipcios.
A su vez, el movimiento se manifiesta en contra de la ocupación estadounidense de Irak, la de Israel en Palestina y la llamada Iniciativa Para el Gran Oriente Medio de la administración Bush.
La base social de Kifaya es pequeña y generalmente se le considera un movimiento de la clase media, mientras que a las clases bajas se las considera más cercanas al islamismo de los Hermanos Musulmanes o bien totalmente apolíticas. 
En las elecciones presidenciales de 2005, las primeras en las que se han permitido candidatos alternativos, Kifaya propugnó el boicot electoral por considerarlas fraudulentas y limitadas por el estado de emergencia. Posturas radicales como esta, unidas a sus manifestaciones callejeras, han conseguido que el movimiento atraiga una atención mediática superior a la que, de por sí, correpondería a su reducido tamaño.